# Fred Smeijers

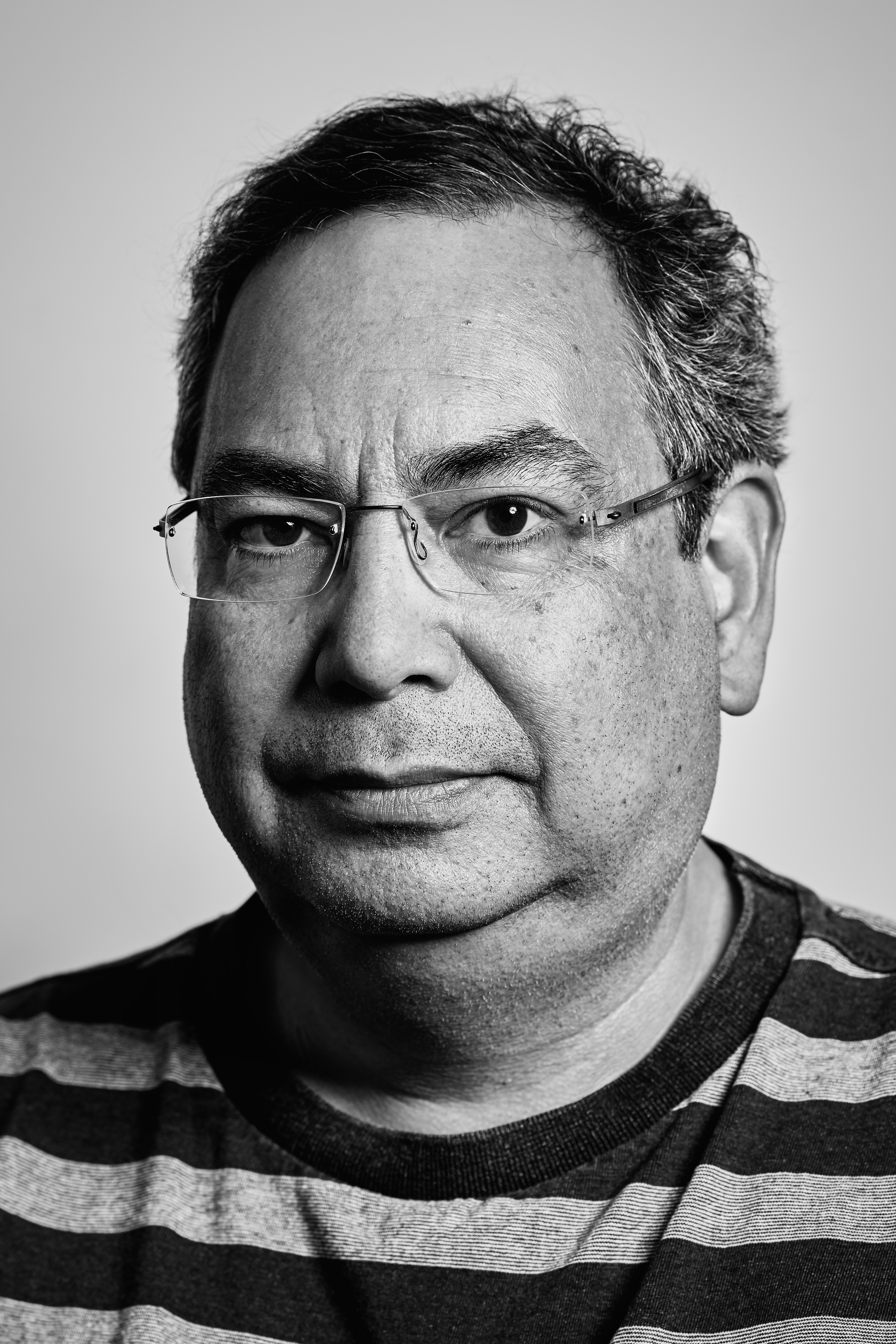
Porträt von Fred Smeijers auf der ATypI in Antwerpen 2018, Foto: Norman Posselt

Schriftprobe Arnhem

Fred Smeijers  (* 1961 in Eindhoven) ist ein niederländischer Schriftdesigner, Grafikdesigner und Hochschullehrer.

## Leben und Werk
Smeijers studierte von 1980 bis 1984 Grafikdesign an der Hochschule der Künste in Arnhem. Seine ersten Erfahrungen als Schriftentwerfer sammelte er nach Abschluss seines Studiums bei der Firma Océ, die damals gerade mit Laserdruckern in den Bereich des Desktop Publishing einstieg. Nach fünf Jahren verließ er das Unternehmen, um im Bereich Grafikdesign zu arbeiten. 1991 war er Mitbegründer der Designgruppe Quadraat in Arnhem. Der Name der Designgruppe war auch Namensgeber für seine erste veröffentlichte Schrift FF Quadraat, die 1992 eingeführt wurde. 1996 gründete er zusammen mit Erik Vos und Josée Langen die Designgruppe Het Lab. Zu seinen Arbeiten der 1990er Jahre gehören die Erweiterung der Quadraat-Familie zu einer umfangreichen Schriftsippe, Schriftentwürfe für Philips, die Mitarbeit an Martin Majoors Schrift Telefont für die niederländische Post PTT, die Schrift Arnhem und die Schrift Renard für The Enschedé Font Foundry (TEFF).
2001 erhielt er den Gerrit Noordzij Preis für besonders herausragende Leistungen auf dem Gebiet der Schriftgestaltung, Typografie und Lehre.
2003 gründete Smeijers sein eigenes Schrift-Label OurType, aus dem er sich 2017 zurückgezog. Seit 2004 ist er Professor für Schrift im Umfeld digitaler Medien an der Hochschule für Grafik und Buchkunst Leipzig, seit 2011 leitet er dort zusammen mit Stephan Müller die Klasse für Type-Design.
2018 gründete Smeijers zusammen mit Corina Cotorobai das unabhängige Font-Publishing-Label Type by.

## Veröffentlichungen
- Type now. London 2003, ISBN 0-907259-24-3.
- Counterpunch. Making Type in the sixteenth Century, designing Typefaces now. Hyphen Press, London 1996, ISBN 978-0-907259-42-8.